# Aglaojoppa violaceipennis
Aglaojoppa violaceipennis là một loài tò vò trong họ Ichneumonidae.